# Elymnias singhala
Elymnias singhala är en fjärilsart som beskrevs av Moore 1874. Elymnias singhala ingår i släktet Elymnias och familjen praktfjärilar. Inga underarter finns listade i Catalogue of Life.

## Bildgalleri

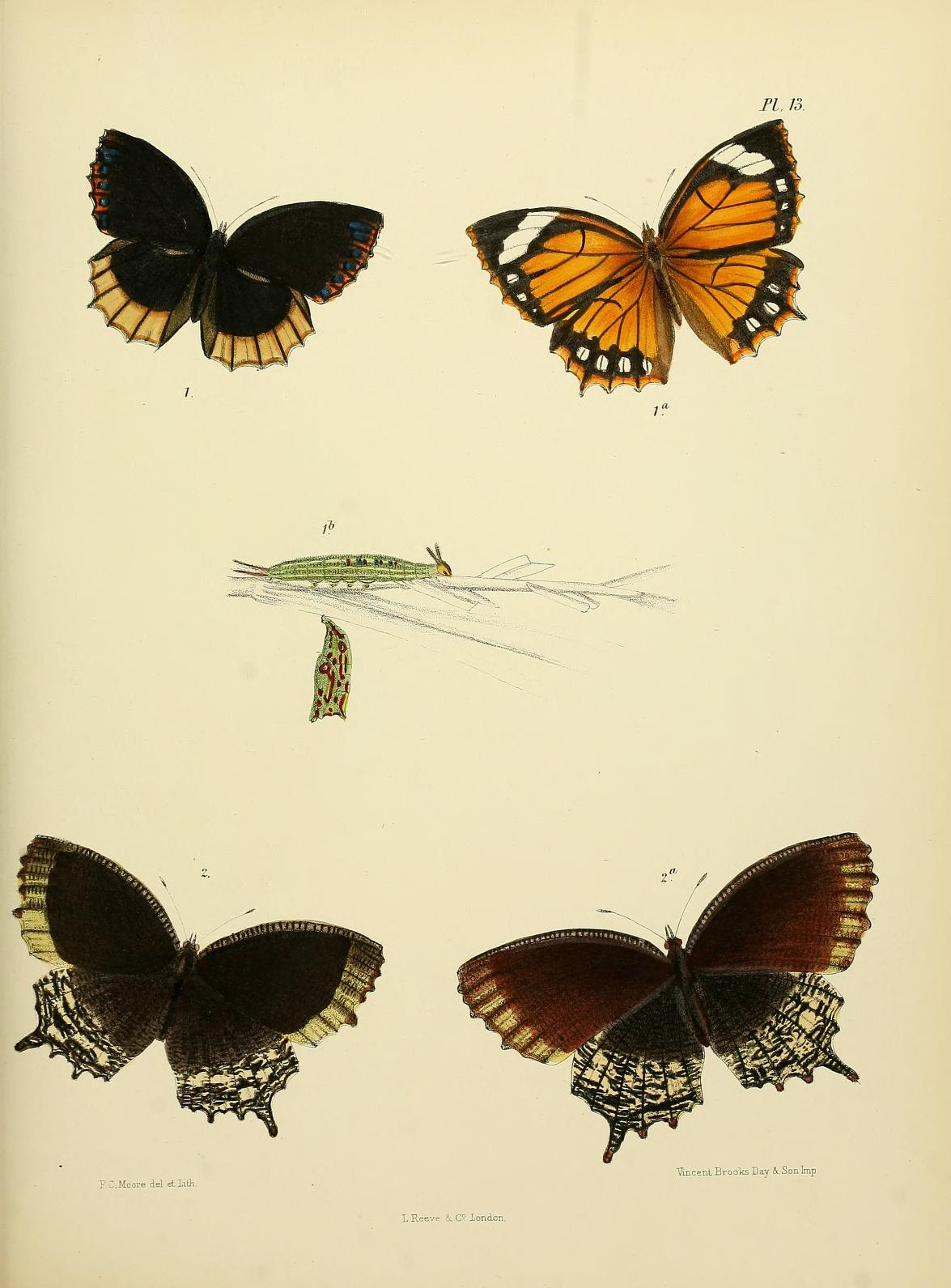